# Elin i Horsnäs
Elin i Horsnäs (ejecutada después del 28 de septiembre de 1611) fue una presunta bruja sueca, la más famosa en Suecia antes de la gran histeria de juicios de brujas de 1668–1676, y una de las pocas mujeres en ser ejecutada acusada de brujería en Suecia antes de 1668. Su juicio es también el más documentado en Suecia antes de esa fecha. 

## Primeras acusaciones
Elin era una viuda que vivía en Småland a principios del siglo XVII. Durante mucho tiempo había sido considerada una bruja, y corrían muchas historias al respecto. En 1591, una mujer, Maretta Laressa, discutió con ella y la llamó bruja, y Elin la abofeteó delante de varios testigos; Maretta murió poco después. 
Fue acusada de hechicería por primera vez en 1599 o 1601. El verdugo Håkan la sometió a la prueba del agua junto con otras dos mujeres, cuyos nombres se desconocen. Pasó la prueba, se hundió y fue absuelta, pero las otras dos mujeres flotaron, fueron condenadas y ejecutadas. Se cree que sobornó a Håkan, y en vista de los acontecimientos posteriores, probablemente otorgándole sus favores. Aunque fue puesta en libertad, y absuelta de los cargos, las sospechas continuaron.

## Håkan el cazador de brujas
Aunque la auténtica caza de brujas no estallaría en Suecia hasta 1668, Småland fue un poco la excepción, y se cree que a principios del siglo XVII hubo allí varios juicios por brujería, aun así mal documentados, que incluyeron la prueba del agua y la tortura. Se cree que la razón fue el verdugo Håkan, que fue el verdugo oficial de Jönköping entre 1588 y 1638; y que afirmaba ser un experto en este tema. Parece que se educó en el extranjero, aprendiendo sobre las pruebas del agua, la marca del diablo y la tortura utilizada en juicios por brujería en otros países. En el primer año de su empleo, una mujer fue liberada del cargo de hechicería, aunque le advirtió que si era acusada otra vez, Håkan la sometería a la prueba del agua; dos años más tarde, realizó esta prueba a dos mujeres en Jönköping - probablemente la primera vez que tal método fue utilizado en Suecia - y en 1594, fue altamente recomendado al haber expuesto a una mujer conocida como "alemana-billa" (sic) y hacerle admitir su hechicería. 
En este periodo el país carecía de leyes contra la brujería; cuando ocurrieron los primeros auténticos juicios de brujas en Suecia en la década de 1590, los funcionarios no estaban seguros de cómo manejarlos, ya que la antigua ley medieval sobre la hechicería la consideraba un delito muy pequeño, un delito que no tenía nada que ver con el Diablo y que solo era punible si provocaba la muerte de alguien. Estos primeros juicios están mal documentados, pero pocos de ellos condujeron a una sentencia de muerte - la mayoría de las acusadas antes de 1608, como Kristin de Hultaby en 1604 y Karin Månsdotter en 1605, fueron absueltas de los cargos, o, si se las juzgaba culpables, azotadas en lugar de ejecutadas. Pero en 1608, Suecia aprobó una nueva ley sobre brujería basada en la Biblia que hizo la hechicería punible con la muerte, y fue después de la aprobación de esta ley que Elin fue otra vez acusada y juzgada.

## Segunda acusación
En 1611, Elin fue juzgada en Sunnerbo, y Håkan fue llamado para exponer a esta bruja famosa, diez años después de su primer encuentro. No se sabe qué edad tenía entonces Elin, pero en 1611, su madre todavía vivía, su hermana estaba comprometida para casarse y su hijo era apenas un adolescente, todavía considerado niño, así que no podía ser una anciana.  
Se había vuelto a casar con un tal Oluffz. Fue acusada con una larga lista de cargos; habría practicado magia de amor con el prometido de su hermana, Simon Thuresson, cuando este contempló romper el compromiso; haber asesinado a su primer marido Niels Pedersson y a Maretta Laressa mediante magia; haber hecho enfermar al ganado por hechicería y tomar luego dinero para sanarlo, y haber utilizado liebres encantadas para chupar la leche del ganado de otras personas y llevársela a ella. Había tenido una discusión con su antiguo suegro, (el padre de su primer marido), en que la acusó de haber asesinado a su hijo por la herencia, e hizo enfermar a su antiguo cuñado cuando trató de hacer las paces entre ellos. Los testigos afirmaron que durante una boda, su hijo habría dicho a otros niños que uno de los pájaros en el cielo sobre ellos era su madre, y que el pájaro se acercaba a él cada vez que lo llamaba. 
El tribunal había recibido tantas acusaciones y quejas contra Elin de sus vecinos durante los años precedentes que acabaron cansados y finalmente decidieron aceptar las acusaciones, y juzgarla una vez más.

## Juicio
Elin negó los cargos. A diferencia de otras mujeres casadas, no hizo que su marido hablara por ella, sino que llevó a cabo su propia defensa. Se permitía a las mujeres casadas no acudir al tribunal y que sus maridos hablaran por ellas, lo que a menudo tenía buenos resultados, pero aparentemente, al marido de Elin no se lo dejó defenderla, posiblemente porque los cargos eran inusualmente muchos.
El alguacil de Sunnberbo había pedido la asistencia de Håkan al gobernador en Jönköping, y este llegó con el permiso para realizar la prueba del agua. El tribunal tenía permitido juzgarla, pero no ejecutarla sin la aprobación del tribunal superior. El sheriff le dijo a Håkan, "Si encuentras a Elin no culpable, déjala. Recibirás tu pago de todos modos." Håkan le contestó, "Si no se me permite tratarla como lo hago con los de su especie, entonces por el diablo la tendré en el agua."
Cuando Håkan la observó, en secreto "para evitar su mal de ojo", reclamó que tenía la marca del Diablo bajo su pecho derecho. Él había pedido observarla sin que ella lo supiera, antes de que le dijeran que él había sido contratado para realizar la investigación, y afirmó que veía la marca bajo su pecho a pesar del hecho de que estaba completamente vestida en la ocasión. Esto se considera un fuerte indicio de que la había visto desnuda antes, y que la había ayudado a pasar la prueba del agua durante el primer juicio porque había sido sobornado con favores sexuales; si ella hubiera sabido que él estaba allí, podría haber revelado esto.  
Cuando algunas mujeres fueron contratadas para examinarla, descubrieron que tenía razón; las mujeres reclamaron que nunca habían visto ninguna mujer con una marca como esa, y que ciertamente no tenían esa marca en sus pechos.
Fue otra vez expuesta a la prueba del agua, y esta vez, no la pasó; cuando la sacaron del agua, inmediatamente dijo que si hubiera podido prepararse, sabía una manera de pasar la prueba y la habría pasado. Håkan ordenó que fuera rapada, como se hacía en Alemania con las brujas, y luego se le permitió torturarla. Nunca admitió ser una bruja a pesar de la tortura, pero finalmente admitió haber usado arsénico para asesinar a su primer marido. Se dijo que hizo esta confesión sin haber sido preguntada. 
Elin fue sentenciada a muerte por decapitación el 28 de septiembre de 1611 y "después del grito unánime" de la iglesia, el tribunal y todo el público. La fecha exacta y el método de la ejecución no parecen haber sido documentados.   
El Maestro Håkan continuó con su persecución de brujas hasta su muerte en 1638; manejó los juicios de Britta Arfvidsdotter en 1616 e Ingeborg Boggesdotter en 1618, que fueron ambas ejecutadas por brujería en 1619. En 1615, las autoridades interrogaron al juez del juicio contra Elin, ya que se cuestionaba si el juicio había sido correcto, lo que lo convierte en el proceso por brujería mejor documentado en Suecia del periodo anterior a la gran caza de brujas de 1668-1676. 